# Deyovaisio Zeefuik
Deyovaisio Zeefuik (ur. 11 marca 1998 w Amsterdamie) – holenderski piłkarz surinamskiego pochodzenia występujący na pozycji pomocnika.